# Szumlin
Szumlin – wieś sołecka w Polsce położona w województwie mazowieckim, w powiecie płońskim, w gminie Joniec.
Wieś duchowna Szumlino położona była w drugiej połowie XVI wieku w powiecie zakroczymskim ziemi zakroczymskiej województwa mazowieckiego. W 1785 roku Szumlin wchodził w skład klucza szumlińskiego biskupstwa płockiego. Do 1954 roku istniała gmina Szumlin. W latach 1975–1998 miejscowość administracyjnie należała do województwa ciechanowskiego.